# SKF-77,434
SKF-77,434 é um fármaco que atua como um dos agonistas parciais dopaminérgicos 
D1 e tem efeitos estimulantes e anorécticos. Ao contrário doutros agonistas D1 com maior eficácia tal como o SKF-81,297 e o 6-Br-APB, o SKF-77,434 não mantém a auto-administração em estudos com animais, e tem sido estudado como uma potencial cura para o vício da cocaína.